# モデリングサポートグッズ
モデリングサポートグッズとは、コトブキヤが企画・販売している模型作りを支援するためのプラモデルである。MSGとも略される。

## 特徴
3mm軸を共通軸としており、コトブキヤの自社製品であるフレームアームズ、フレームアームズ・ガール、フォルムアームズ、ヘキサギア、エヴォロイド、メガミデバイス、創彩少女庭園、アルカナディア、無限邂逅メガロマリアに合うように設計されている。廃番になったものがこれらの付属品として成形色を変更して同梱されたり、これらの付属品が独立して成形色を変更して販売されるものもある。陸上自衛隊07式戦車 なっちんのように版権元の許可を得れば付属品として同梱されることもある。

## ウェポンユニット
武装用パーツの総称で2004年から販売されている。2019年のリニューアルプロジェクトにより廃番になったものもある。
01　ライフル・マシンガン　タイプⅠ
- ライフル、マシンガンのセット。2019年のリニューアルプロジェクトにより廃止。

01　バーストレールガン
- レールガン。上記のリニューアルプロジェクトにより変更。

02　バズーカ・ハンドガン
- バズーカとハンドガンのセット。2019年のリニューアルプロジェクトにより廃止。

02　ハンドバズーカ
- 手持ち式のバズーカ。上記のリニューアルプロジェクトにより変更。

03　グレネードランチャー・ダガー
- グレネードランチャーとダガーのセット。2019年のリニューアルプロジェクトにより廃止。

03　フォールディングキャノン
- パイルバンカーに換装できるキャノン。上記のリニューアルプロジェクトにより変更。

04　マシンガン・ミサイルランチャー
- マシンガンとミサイルランチャーのセット。2019年のリニューアルプロジェクトにより廃止。

04　マルチミサイル
- ミサイルポッドのセット。上記のリニューアルプロジェクトにより変更。

05　バトルアックス・ロングライフル
- バトルアックスとロングライフルのセット。2019年のリニューアルプロジェクトにより廃止。

05　ライブアックス
- 斧の形をしたギター。上記のリニューアルプロジェクトにより変更。

06　サムライソード・マチェット
- 日本刀とマチェットのセット。2019年のリニューアルプロジェクトにより廃止。

06　サムライマスターソード
- 鞘も刀に変形する刀のセット。上記のリニューアルプロジェクトにより変更。

07　ダブル・マシンガン
- マシンガン2丁のセット。2019年のリニューアルプロジェクトにより廃止。

07　ツインリンクマグナム
- マグナム2丁のセット。上記のリニューアルプロジェクトにより変更。

08　ランス・ダブルブレード
- ランスとダブルブレードのセット。2019年のリニューアルプロジェクトにより廃止。

08　バトルランス
- 円錐形と銃剣の2種類から選択可能なランスのセット。上記のリニューアルプロジェクトにより変更。

09　薙刀・スナイパーライフル
- 薙刀とスナイパーライフルのセット2019年のリニューアルプロジェクトにより廃止。

09　ニュースナイパーライフル
- ボルトアクション式のスナイパーライフルのセット。

10　シールド
- 一枚板の盾。2019年のリニューアルプロジェクトにより廃止。

10　マルチプルシールド
- シールドに小型ガトリング砲やハンドガン、ナイフのセット。上記のリニューアルプロジェクトにより変更。

11　ブーメラン・サイズ（鎌）
- ブーメラン、鎌、ロングソード、ククリナイフのセット。2019年のリニューアルプロジェクトにより廃止。

11　トライデントスピア
- トライデントに変形可能な槍のセット。上記のリニューアルプロジェクトにより変更。

12　パンツァーファウスト・トンファー
- パンツァーファウスト、トンファー、パイルバンカーガンのセット。

13　チェーンソー
- チェーンソー、バヨネットナイフ、ダブルバルカンのセット。

14　サムライソード2
- 太刀と短剣のセット。

15　ビーストソード
- 剣先を変更する事でソードやアックスになる。

16　ショットガン
- パーツを変更することで様々なショットガンになる。

17　フリースタイル・ガン
- パーツの組み換えでマシンピストル、アサルトライフル、スナイパーライフルになる。

18　フリースタイル・バズーカ
- 取っ手を変えることで手持ちバズーカや固定式のバズーカになる。

19　フリースタイル・シールド
様々な形に変形可能な盾。
20　ガトリングガン
砲身がゼンマイ駆動の回転ギミック搭載したもの。
21　ハープーンランチャー
本体部分にスプリングをコードがついたハープーンの射出や魚雷の発射も可能。2019年のリニューアルプロジェクトにより廃止。
21　ウォーターアームズ
水鉄砲のような形をしたもの。上記のリニューアルプロジェクトにより変更。
22　ロケットランチャー&リボルバーランチャー
ロケットランチャーとリボルバーランチャーのセット。
23　大型ミサイルランチャー
コンテナ型のミサイルランチャーのセット。
24　ハンドガン
リボルバー、自動拳銃、小型マシンガンのセット。
25　サーベル&ハンマー
ビームサーベルと鎖付きハンマーのセット。
26　ダイナミックチェーンソー
ゼンマイで動くチェーンソー。
27　インパクトナックル
本体にスプリングを内蔵し、拳が飛び出す。左右どちらに変更可能。パイルバンカーに換装可能。
28　インパクトエッジ
本体にスプリングを内蔵し、刃が飛び出す。パイルバンカーに換装可能。
29　ハンドガトリングガン
手持ち式のガトリングガン。フォアグリップとマガジンの位置を変えることで左右どちらにも持てる。
30　ベルトリンク
ガトリングガン、ハンドガトリングガンに取り付け可能。
31　アサルトライフル
TYPE-A、TYPE-Hの2種類のセット。
32　日本刀
刀身の異なる2種類の日本刀のセット。鞘は納刀、抜刀を再現可能。
33　ナイトソード
レイピア、グラディウス、クレイモア、大剣のセット。
34　ナイフセット
マチェット、ファンタジーナイフ、ハンドアクス、ククリナイフ、カランビット、コンバットナイフ、サバイバルナイフ、バヨネットコンバットナイフ、クナイ、バタフライナイフ、蕎麦包丁、出刃包丁、カッターナイフのセット。
35　エネルギーシールド
盾状になる武装。
36　ミサイル&レドーム
ハッチ展開式ミサイルと探索用レドームユニットのセット。
37　アサルトライフル2
ブルパップタイプのアサルトライフル
38　ボムユニット
アンチアーマーファウストとハンドグレネードのセット。
39　連装砲
異なる大きさの連装砲のセット。
40　マルチキャリバー
マルチキャリバーガン、サブマシンガン、4種類のマガジンのセット。
41　バリスティックシールド
バリスティックシールド、ハンドガン、ソードオフショットガン、警棒、パトランプのセット。
42　フォールディングアーム
折り畳み式のアームユニットで上部に小型ミサイルポッド、下部に折り畳み式ライフルが装着。
43　エクスキャノン
組み替えることで装甲キャノン、魚雷発射管、SFミサイル、エキゾーストパイプの4種類に変更可能。
44　ヘヴィマシンガン
2種類の大型マシンガンのセット。
45　ミサイル&ロケットポッド
ミサイル、ロケットポッドAタイプ、ロケットポッドBタイプのセット。
46　竹刀&木刀
竹刀と木刀のセット。
47　日本刀2
拵のAタイプ、白鞘のBタイプのセット。